# De Lichtmis
De Lichtmis és un llogaret ubicat arran de l'A28 dels Països Baixos, a la província neerlandesa d'Overijssel. Després de la reorganització municipal del 2001, la part situada al sud de l'N377 fou incorporada a Zwolle, mentre que la part situada al nord fou ajuntada a Rouveen (municipi de Staphorst).
El llogaret es troba al creuament de l'A28 de Zwolle a Meppel i la carretera provincial N377 de Hasselt a Nieuwleusen. A De Lichtmis també es trobaven el Lichtmiskanaal, que arriba a Zwolle des del Vecht, i el canal de Dedemsvaart. Aquest últim fou reblit i s'hi construí l'A28 per sobre.

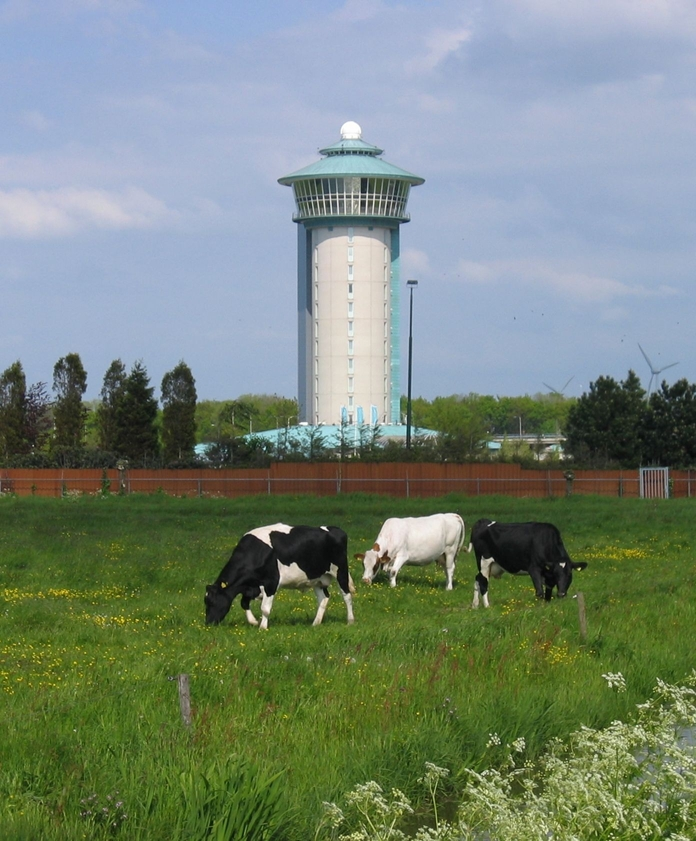
Torre d'aigua de De Lichtmis